# Spříznění volbou
Spříznění volbou (1809, Die Wahlverwandtschaften) je čtvrtý román německého básníka, dramatika a prozaika Johanna Wolfganga Goetha líčící rozpor mezi konvenčním manželstvím a přirozenou erotickou silou, mezi stavovskými normami a citem. Název románu pochází z chemické terminologie 18. století (Goethe se o chemii velmi zajímal) označující reakci, při níž se dva sloučené prvky díky přítomnosti jiných rozdělí a vstoupí do jiných sloučenin (v moderní chemii se používá termín podvojná záměna).
Ve své době byl román přijat se značně smíšenými pocity. Již záhadný název a také některé výjevy z děje vyvolávaly rozpaky. Dokonalou psychologií postav, protikonvenčním hodnocením vztahů mezi lidmi, odvážnou kritikou manželství bez lásky, uměleckou dokonalostí koncepce i vypravěčské metody vytvořil ale Goethe jedno ze základních děl moderního společenského románu.

## Obsah románu
Román popisuje rozpad zdánlivě harmonického, ve skutečnosti však citově nenaplněného konvenčního šlechtického manželství. Příležitostné setkání těchto manželů s lidmi, kteří v nich vyvolají skutečnou lásku (spříznění volbou), vytvoří dva vztahy, mužův přiznávaný a obhajovaný a ženin zatajovaný a potlačovaný.

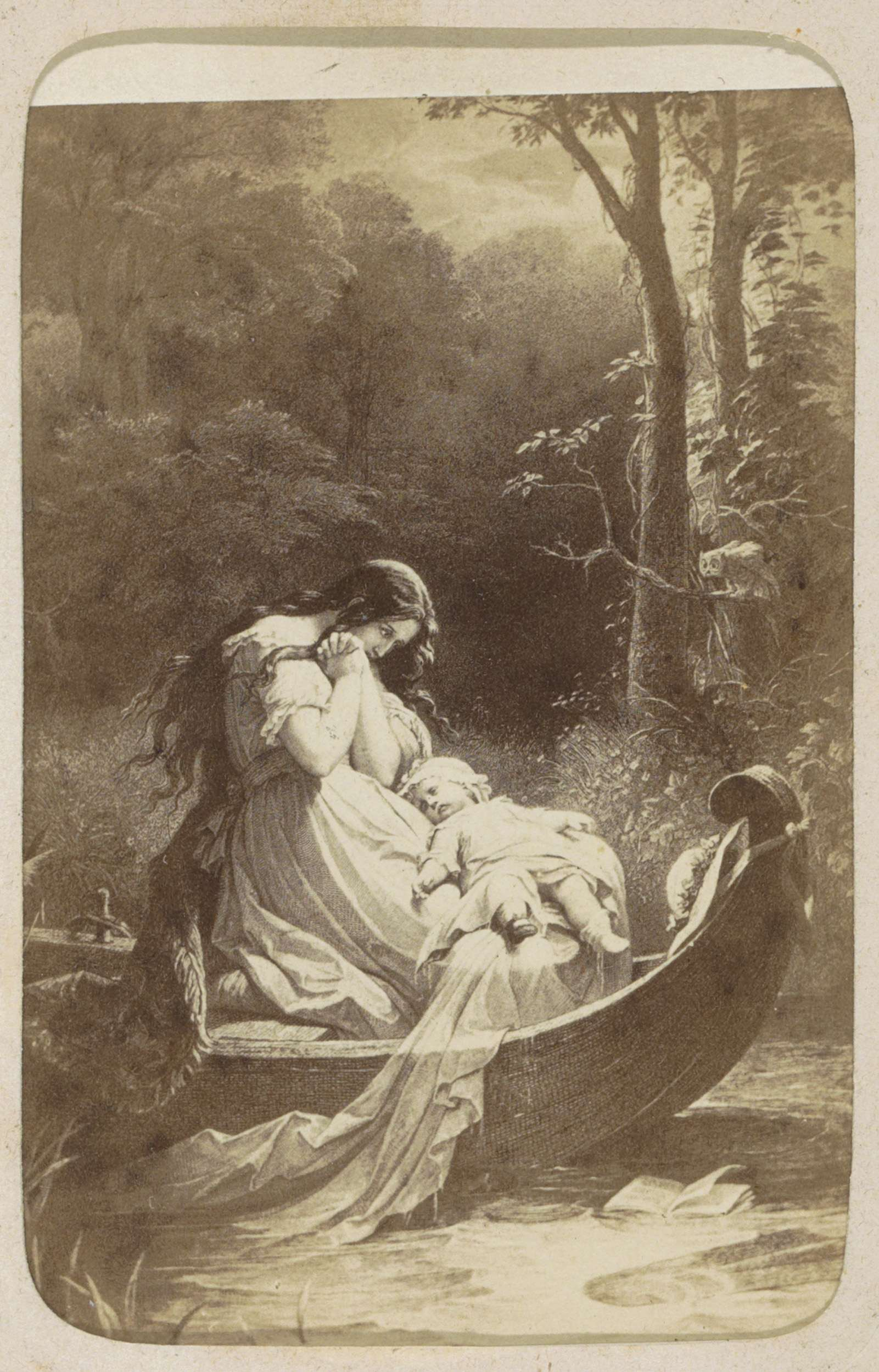
Ilustrace Wilhelma von Kaulbacha (vznik asi 1860 až 1890)

Bohatý baron Eduard se může konečně po letech oženit se svou láskou z mládí Charlottou. Díky „výhodným“ sňatkům domluveným jejich rodiči byli od sebe odloučeni, ale nyní jsou opět volní. Po svatbě se odstěhují na Eduardův venkovský zámek s předsevzetím žít v klidu, mimo společenský ruch a věnovat se především tvorbě krajinářského parku. Když se Eduardův přítel, setník Oto, dostane ne vlastní vinou do problémů, pozve jej Eduard na zámek. Aby měla Charlotta společnost, je na zámek pozvána její neteř, mladičká Otýlie, která nemá rodiče ani majetek a žije v penzionátu.
Charlotta se setníkem začnou společně upravovat okolí zámku a tak Eduard tráví více času ve společnosti Otýlie. Je přitahován její krásou a Charlotta pociťuje k setníkovi stále hlubší sympatie. Vzniknou tak nové milostné vztahy. Na zámek přijíždí přátelé na Eduardovy narozeniny a jeden hrabě nabídne setníkovi skvělé místo, které on přijme a odchází. Zdrcená Charlotta si všimne náklonnosti Otýlie a Eduarda. Chce Otýlii poslat zpět do penzionátu a obnovit formální vztah s Eduardem. Ten však opouští zámek a nakonec vstupuje do vojenských služeb.
Po jeho odchodu Charlotta zjišťuje, že čeká dítě. Otýlie proto na zámku zůstane a Charlotta porodí chlapce. Zdánlivý klid na zámku je narušen návratem Eduarda, který byl po skončení válečného tažení se ctí a řády propuštěn a který je rozhodnut Otýlii získat. Pozve Otu, který se mezitím stal majorem, opět na zámek a doufá v rozvod s Charlottou. Jeho plán je, aby Charlotte žila s majorem a dítětem, zatímco on sám se vydá s Otýlií na cesty.
Do toho všeho zasáhne tragická nehoda, při které se malý Charlottin syn utopí, když jej Otýlie nešťastnou náhodou upustí ze člunu do vody. Cítí proto hroznou vinu, zříká se Eduarda, přestane mluvit a jíst a následkem tělesného i duševního vyčerpání zemře. O něco později umírá také Eduard, který ztratil vůli žít. Charlotta ho nechá pochovat v kapli vedle Otýlie a nařídí, aby již nikdo nebyl v kapli pochován.

## Adaptace

### Film a televize
- Die Wahlverwandtschaften (1974, Spříznění volbou), východoněmecký film, režie Siegfried Kühn.
- Tagebuch (1975, Deník), německý film, režie Rudolf Thome.
- Le affinità elettive (1979, Spříznění volbou), italský třídílný televizní film, režie Gianni Amico.
- Les affinités électives (1982,Spříznění volbou), francouzsko-německo-československý televizní film, režie Claude Chabrol.
- Tarot (1986), německý film, režie Rudolf Thome.
- Le affinità elettive (1998, Spříznění volbou), italský film, režie Paolo Taviani a Vittorio Taviani.
- Mitte Ende August (2009, Na sklonku srpna), německý film, režie Sebastian Schipper.[5]

### Divadlo
- Spříznění volbou, dramatizace Zdeněk Dušek a Jana Pithartová, premiéra 8. června 2019 v Městském divadle v Pardubicích.[6]

## Česká vydání
- Výběravé příbuznosti (1911), Praha: Alois Hynek 1911, přeložil Jindřich Fleischner.
- Spříznění volbou a jiné prosy, Praha: František Borový 1932, román přeložil Erik Adolf Saudek.
- Utrpení mladého Werthera; Spříznění volbou, Praha: SNKLU 1965, přeložil Erik Adolf Saudek.
- Spříznění volbou, Praha: Práce 1974, přeložil Erik Adolf Saudek.
- Utrpení mladého Werthera; Spříznění volbou, Praha: Levné knihy KMa 2003, přeložil Erik Adolf Saudek